# Drüben bei Lehmanns
Drüben bei Lehmanns ist eine Vorabendserie der ARD, die in zwei Staffeln à 13 Folgen im Auftrag der Berliner Werbefunk GmbH von der Chamier Film KG produziert und erstmals zwischen September 1970 und April 1971 im Regionalprogramm des SFB ausgestrahlt wurde. Die Folgen liefen dort bis auf zwei Ausnahmen jeweils sonnabends ab 18.30 Uhr.

## Inhalt
Paul und Else Lehmann sind Inhaber eines kleinen Lebensmittelladens in einem West-Berliner Wohnviertel. Beide zeichnen sich durch große Hilfsbereitschaft aus und kümmern sich nebenbei um die kleinen und großen Sorgen ihrer Kunden und Nachbarn. Hierin wird Paul des Öfteren von seinem Bruder Kurt unterstützt, seines Zeichens Bezirksverordneter. Lehmanns haben zwei erwachsene Kinder, Walter und Monika, die bereits verheiratet und selber Eltern sind. Für den unvermeidlichen Klatsch und Tratsch im Viertel ist die redselige Friseurin Edeltraut Plischke zuständig, die ihren Salon auf der gegenüberliegenden Straßenseite hat.

## Sonstiges
Gedreht wurde die Serie im Ortsteil Wilmersdorf. Drehort des Lehmannschen Geschäftes war ein Ladengeschäft in der Ludwigkirchstraße 11A.
Alle Folgen zeichneten sich durch ihr Lokalkolorit aus, das noch durch die Mitwirkung zahlreicher Berliner Schauspieler in Episodenrollen unterstützt wurde. Egon Vogel trat in einigen Folgen als Briefträger auf, diese Rolle hatte er bereits in der ab November 1962 ausgestrahlten Serie Jedermannstraße 11 inne. 
Beide Staffeln der Serie sind auf vier DVDs erhältlich. Einige Folgen gibt es auch bei YouTube zu sehen.

## Episodenliste

### Staffel 1
| Nr. (gesamt) | Nr. (Staffel) | Erstausstrahlung   | Titel                   | Gastschauspieler (Auswahl)                                          |
| ------------ | ------------- | ------------------ | ----------------------- | ------------------------------------------------------------------- |
| 1            | 1             | 12. September 1970 | Neueröffnung            | Ulli Kinalzik, Anneliese Würtz, Maria Milde                         |
| 2            | 2             | 26. September 1970 | Der Schulhof            | Reinhard Kolldehoff, Klaus Dahlen                                   |
| 3            | 3             | 19. Oktober 1970   | Querschüsse             | Martin Hirthe, Hans Peter Hallwachs, Rolf Moebius                   |
| 4            | 4             | 24. Oktober 1970   | Der Zeuge               | Günter Glaser, Dieter Kursawe                                       |
| 5            | 5             | 7. November 1970   | Ungeeignet              | Christine Rassow                                                    |
| 6            | 6             | 21. November 1970  | Ein Vogel für Edeltraut | Ewald Wenck                                                         |
| 7            | 7             | 28. November 1970  | Die Erbschaft           | Edith Teichmann, Ekkehard Fritsch, Rita Engelmann, Hermann Kiessner |
| 8            | 8             | 5. Dezember 1970   | Schulprobleme           | Kurt Buecheler, Ronald Dehne                                        |
| 9            | 9             | 12. Dezember 1970  | Der falsche Weg         | Inge Herbrecht                                                      |
| 10           | 10            | 19. Dezember 1970  | Die alte Dame           | Ruth Scheerbarth                                                    |
| 11           | 11            | 2. Januar 1971     | Die Sammlung            | Suzanne Roquette, Karl-Josef Cramer                                 |
| 12           | 12            | 9. Januar 1971     | Klassenkameraden        | Erich Fiedler, Kurt Pratsch-Kaufmann, Kurt Großkurth                |
| 13           | 13            | 16. Januar 1971    | Schwere Entscheidungen  | Heinz Spitzner, Richard Handwerk, Anneliese Würtz                   |

### Staffel 2
| Nr. (gesamt) | Nr. (Staffel) | Erstausstrahlung | Titel                    | Gastschauspieler (Auswahl)                                                           |
| ------------ | ------------- | ---------------- | ------------------------ | ------------------------------------------------------------------------------------ |
| 14           | 1             | 23. Januar 1971  | Der neue Kiosk           | Franz Nicklisch, Edith Elsholtz, Jan Hendriks                                        |
| 15           | 2             | 30. Januar 1971  | Die Rückkehr             | Ulli Kinalzik, Gerhard Wollner, Hans Nitschke, Peter Schlesinger                     |
| 16           | 3             | 6. Februar 1971  | Besuch aus dem Süden     | Gaby Gasser, Käte Jaenicke, Erna Haffner, Karl John                                  |
| 17           | 4             | 13. Februar 1971 | Eine weiße Weste         | Guido Weber, Holger Kepich, Kurt Lauermann                                           |
| 18           | 5             | 20. Februar 1971 | Die Boutique             | Evelyn Gressmann, Eckart Dux, Maria Milde                                            |
| 19           | 6             | 27. Februar 1971 | Die Geburtstagsparty     | Alice Treff, Johanna König                                                           |
| 20           | 7             | 6. März 1971     | Mit Pauken und Trompeten | Rolf Zacher, Elsa Wagner, Robert Wolfgang Schnell                                    |
| 21           | 8             | 13. März 1971    | Vertrauensbruch          | Henning Schlüter, Egon Vogel                                                         |
| 22           | 9             | 20. März 1971    | Ernst des Lebens         | Lu Säuberlich, Almut Eggert, Anita Lochner                                           |
| 23           | 10            | 27. März 1971    | Damenwahl                | Gerhard Frickhöffer, Felix Knemöller, Erik von Loewis                                |
| 24           | 11            | 3. April 1971    | Kunstbetrieb             | Rolf Wanka, Claus Hofer, Hans Madin                                                  |
| 25           | 12            | 10. April 1971   | Entlassen                | Friedrich Siemers, Ursula Diestel, Sybille Binder, Klaus Münster, Hans-Georg Panczak |
| 26           | 13            | 17. April 1971   | Müllarbeiterstreik       | Jutta Kammann, Peter Thom, Richard Haller                                            |